# جوان امروز (مجموعه تلویزیونی)
جوان امروز یک مجموعه تلویزیونی محصول سال ۱۳۸۱–۱۳۷۹ به کارگردانی یوسف سیدمهدوی، نویسندگی جابر قاسمعلی  می‌باشد که از شبکه سه پخش شد. 
این مجموعه در ۲۶ قسمت تهیه شد. داستان این مجموعه قصه جوانانی بود که با راه‌اندازی یک نشریه قصد داشتند مشکلات خود و دیگران را حل کنند. آنها به انجام امور فرهنگی تمایل داشتند و با وارد کردن فردی به نام مشعوف - مردی که با وجود ۳۰ سال سابقه کار در این زمینه دچار شکست اقتصادی شده‌است در جمع خود، به او امید می‌دهند؛ ولی مخالفت‌های آینده نگرانه همسر مشعوف او را از ادامه کار بازمی‌دارد. این جوانان با امید به آینده کار می‌کنند، اما مشکلات متعدد از جمله مشکلات اقتصادی آنها برای آنها مشکلاتی ایجاد کرد.

## بازیگران و عوامل
- مینا نوروزی
- شهرام عبدلی
- سحر زکریا
- شقایق دهقان
- علی دهکردی
- شراره رخام
- گوهر خیراندیش
- زهره حمیدی
- گیتی معینی
- سعید امیرسلیمانی
- الهام حمیدی
- بهزاد رحیم‌خانی
- جعفر بزرگی
- جمشید اسماعیل‌خانی
- حسن جوهرچی
- زهرا سعیدی
- سیدمهدی حیدری
- افشین سنگ‌چاپ
- صدیقه کیانفر
- فخرالدین صدیق‌شریف
- فریبرز سمندرپور
- فریده دریامج
- کامبیز دیرباز
- مانی کسرائیان
- محبوبه بیات
- محمود مقامی
- مریم سلطانی
- مهدی امینی خواه
- مهرداد فلاحتگر
- ناصر جعفری
- نگار فروزنده

## عوامل تولید
- مدیر تدارکات: محمود خسروی
- نویسنده: جابر قاسمعلی
- مدیر تولید: سیداحمد کاشانچی
- مدیر تصویربرداری :جواد صفا
- صدابردار: مسعود دادگری